# Fiascaia

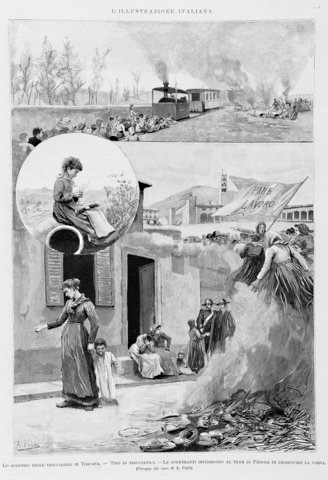
Illustrazione da una rivista del giugno 1896: il grande sciopero delle trecciaiole e fiascaie.

Il lavoro della fiascaia, oggi non più esercitato, è legato alla produzione del fiasco di vetro, contenitore per il vino. Fiaschettaie o fiascaie venivano chiamate in Toscana le donne che applicavano una veste di paglia ai fiaschi.

## Descrizione
Mestiere affascinante, quello di queste lavoratrici, ma molto duro e pesante e sempre poco remunerato. E così, nel 1896, durante il grande sciopero delle trecciaiole della provincia di Firenze ci sono anche le fiascaie a chiedere migliori condizioni di vita e di lavoro.
L'impagliatura manuale dei fiaschi è stata esercitata principalmente nelle frazioni di Torre e di San Quirico nel Comune di Montelupo Fiorentino fino agli anni 1980-1985 quando le ultime fiascaie sono andate in pensione. Nel 2017 un'azienda del luogo, con l'aiuto prezioso delle fiascaie rimaste, ha ridato vita al lavoro della fiascaia progettando nuovi articoli di design e rispolverando oggetti dimenticati di Bufferia una volta esportati in tutto il mondo.